# Macizo del Besiberri

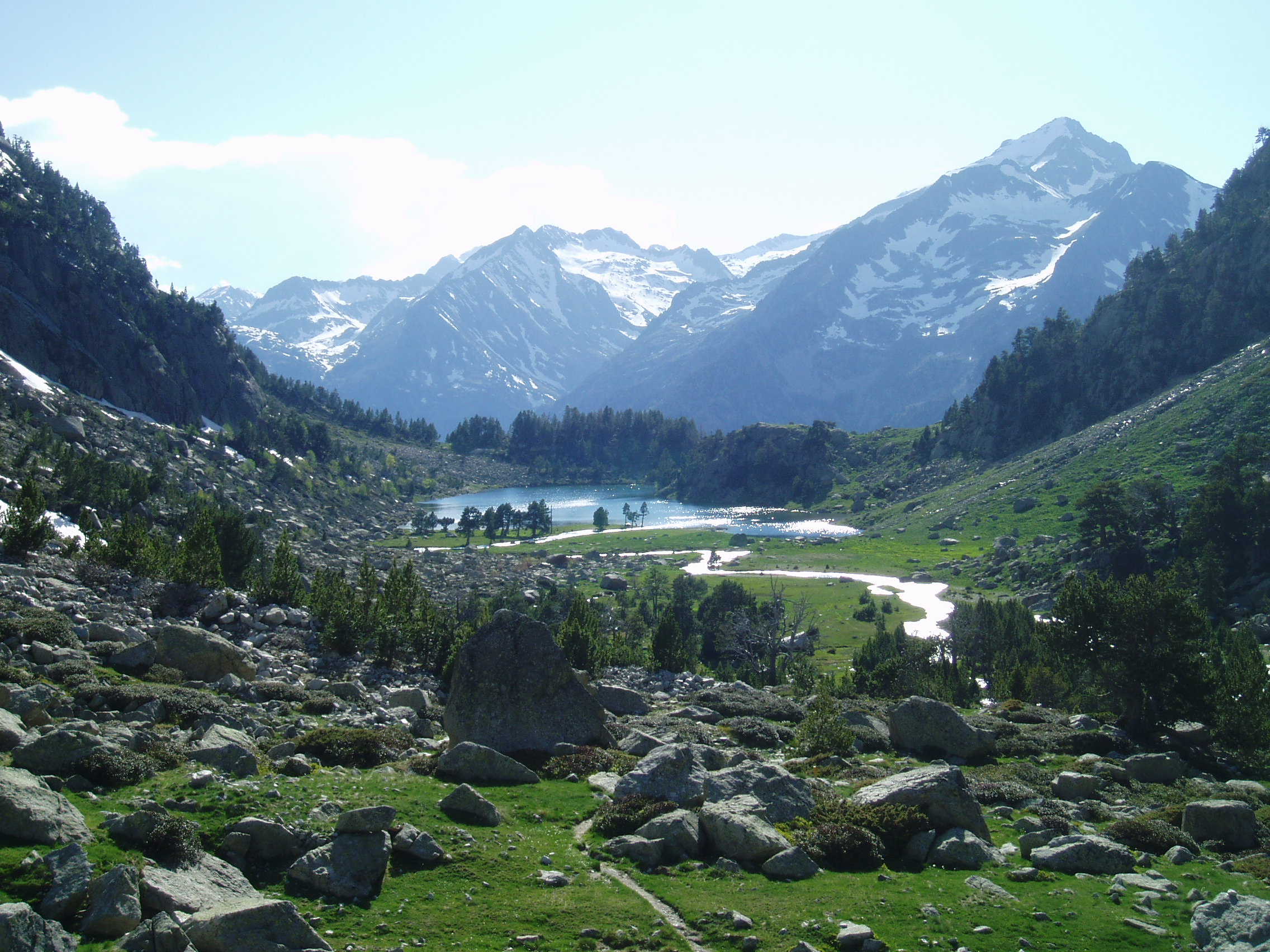
El lago del valle de Besiberri.

El macizo de Besiberri se encuentra en el valle de Besiberri en la comarca de Alta Ribagorza, en la provincia de Lérida (España) y cerca de los límites del parque nacional de Aigüestortes y Lago de San Mauricio.

## Orografía
Está formado por cuatro picos principales: El Besiberri del Norte (3008 m), el Besiberri del Medio (2995 metros), el Besiberri del Sur (3024 metros) y el Comaloforno (3029 metros).